# Station Sidra
Station Sidra is een spoorwegstation in de Poolse plaats Sidra.